# Chrebet Kungej Alatau
Chrebet Kungej Alatau (ryska: Хребет Кюнгей Ала-Тоо, Хребет Кунгей Алатау) är en bergskedja i Kirgizistan, på gränsen till Kazakstan. Den ligger i den nordöstra delen av landet, 240 km öster om huvudstaden Bisjkek.